# Duboj
Duboj (biał. Дубай, Dubaj; ros. Дубой, Duboj) – wieś na Białorusi, w obwodzie brzeskim, w rejonie stolińskim, w sielsowiecie Widzibór, przy granicy Rezerwatu Krajobrazowego Środkowa Prypeć.
Znajduje się tu parafialna cerkiew prawosławna pw. św. Mikołaja Cudotwórcy.

## Historia
Zamieszkany był przez szlachtę zaściankową. W dwudziestoleciu międzywojennym leżał w Polsce, w województwie poleskim, w powiecie stolińskim, w gminie Płotnica. Po II wojnie światowej w granicach Związku Sowieckiego. Od 1991 w niepodległej Białorusi.